# Italienische Fußballmeisterschaft 1904
Die Italienische Fußballmeisterschaft 1904 war die siebte italienische Fußballmeisterschaft, die von der Federazione Italiana Giuoco Calcio (FIGC) ausgetragen wurde.

## Organisation
Am 6. März 1904 fanden die Ausscheidungsspiele für das Finale statt. Das Halbfinale wurde am 13. und am 20. März 1904 ausgetragen.
Das Finale fand am 27. März 1904 auf dem Campo Sportivo di Ponte Carrega in Genua zwischen dem gesetzten Meister CFC Genua und Juventus Turin statt. Der CFC Genua gewann die Neuauflage des Finals aus dem Vorjahr mit 1:0 gegen Juventus Turin und schaffte erneut einen Meisterschafts-Hattrick. Ein weiteres Mal ging damit die Meisterschaftstrophäe, der Fawcus-Pokal, dauerhaft in den Besitz des CFC Genua über. Auch dieses Mal stiftete ein Spieler, James Richardson Spensley, den neuen Pokal für die Meister, der von nun an Spensley-Pokal hieß.

## Teilnehmer
- CFC Genua
- SG Andrea Doria
- AC Mailand
- Football Club Torinese
- Juventus Turin

## Resultate

### Ausscheidungsrunde

#### Piemont
|                | Ergebnis |             |
| -------------- | -------- | ----------- |
| Juventus Turin | 3:2      | FC Torinese |

Juventus Turin erreichte als Vertreter des Piemont das Halbfinale.

#### Ligurien – Lombardei
Interregionale Ausscheidung
|            | Ergebnis |                 |
| ---------- | -------- | --------------- |
| AC Mailand | 1:0      | SG Andrea Doria |

Der AC Mailand setzte sich zu Hause auf dem Campo dell’Acquabella gegen den ligurischen Vertreter aus Genua durch und erreichte damit das Halbfinale.

### Halbfinale
|            | Ergebnis  |                |
| ---------- | --------- | -------------- |
| AC Mailand | 1:1 n. V. | Juventus Turin |
| AC Mailand | 0:3       | Juventus Turin |

Nach einem Remis im Mailänder Campo dell’Acquabella wurde, erneut in Mailand, ein Wiederholungsspiel ausgetragen, das Juventus Turin souverän gewann. Kurioserweise wurde die erste Partie von einem Mailänder, dem Schiedsrichter Bosisio, geleitet. Im Rückspiel agierte Edward Dobbie, ein Spieler des FC Torinese, als Unparteiischer.

### Finale
| CFC Genua                                                | CFC Genua | Juventus Turin | Juventus Turin |
| -------------------------------------------------------- | --- | --- | -------------- |
| CFC Genua                                                | \| 27. März 1904 in Genua (Campo Sportivo di Ponte Carrega) \| \| Ergebnis: 1:0 (0:0) \| \| Schiedsrichter: Hans Heinrich Suter ( Schweiz) \| \| Spielbericht \|                                  | \| 27. März 1904 in Genua (Campo Sportivo di Ponte Carrega) \| \| Ergebnis: 1:0 (0:0) \| \| Schiedsrichter: Hans Heinrich Suter ( Schweiz) \| \| Spielbericht \|                 | Juventus Turin |
| CFC Genua                                                | James Richardson Spensley, Edoardo Pasteur, Karl Senft, Étienne Bugnion, Joseph William Agar, Paolo Rossi, Edward Dobbie, Oscar Schöller, Attilio Salvadè, Vieri Arnaldo Goetzlof, Enrico Pasteur | Domenico Durante, Bella, Oreste Mazzia, Carlo Vittorio Varetti, Giovanni Goccione, Domenico Donna, Mario Ferraris, Luigi Gibezzi, Luigi Forlano, Walter Streule, Umberto Malvano | Juventus Turin |
| CFC Genua                                                | 1:0 Bugnion (65.) | | Juventus Turin |
| 27. März 1904 in Genua (Campo Sportivo di Ponte Carrega) | | |                |
| Ergebnis: 1:0 (0:0)                                      | | |                |
| Schiedsrichter: Hans Heinrich Suter ( Schweiz)           | | |                |
| Spielbericht                                             | | |                |

Das Finale wurde durch den Schweizer Verteidiger Étienne Bugnion entschieden, der mit starkem Rückenwind ein Traumtor aus der eigenen Hälfte heraus erzielte und damit den Juve-Keeper Domenico Durante überraschte.

## Meister
Damit gewann der damalige Rekordmeister CFC Genua das Turnier zum dritten Mal in Folge, was seinen sechsten Titel von insgesamt sieben Meisterschaften bedeutete.
| Meister   |
| CFC Genua |

| Tor: - James Richardson Spensley Abwehr: - Étienne Bugnion - Paolo Rossi Mittelfeld: - Oscar Schöller - Karl Senft - Edoardo Pasteur I Angriff: - Attilio Salvadè - Vieri Arnaldo Goetzlof | - Joseph William Agar - Enrico Pasteur II - Silvio Pellerani Ersatz: - Henri Dapples - Giovanni Foffani - Montaldi - Howard Passadoro Spielertrainer: - James Richardson Spensley |

## Torschützen
Die Torschützen sind ohne Tore aus der regionalen Ausscheidungsrunde aufgeführt, jedoch mit solchen aus interregionalen Ausscheidungen.
| Pl. | Name             | Verein         | Tore |
| --- | ---------------- | -------------- | ---- |
| 1   | Walter Streule   | Juventus Turin | 2    |
| 2   | Étienne Bugnion  | CFC Genua      | 1    |
| 2   | Alfredo Ferraris | Juventus Turin | 1    |
| 2   | Luigi Gibezzi    | Juventus Turin | 1    |
| 2   | Herbert Kilpin   | AC Mailand     | 1    |
| 2   | Umberto Scotti   | AC Mailand     | 1    |